# Urozelotes
Urozelotes es un género de arañas araneomorfas de la familia Gnaphosidae. Se encuentra en todos los continentes, excepto en los polos,.

## Lista de especies
Según The World Spider Catalog 12.0:
- Urozelotes kabenge FitzPatrick, 2005
- Urozelotes mysticus Platnick & Murphy, 1984
- Urozelotes rusticus (L. Koch, 1872)
- Urozelotes trifidus Tuneva, 2003